# Róża (choroba)
Róża (łac. erysipelas, z gr. ἐρυθρός – czerwony + πέλλα – skóra) – zakaźna choroba skóry wywołana przez paciorkowce. Jest ostrym stanem zapalnym skóry i tkanki podskórnej charakteryzującym się wysoką temperaturą ciała, nagłym początkiem i szybkim przebiegiem. Róża może powodować poważne zaburzenia ogólnoustrojowe.

## Etiologia
Czynnikiem chorobotwórczym wywołującym różę są paciorkowce Streptococcus pyogenes. Zakażenie następuje w wyniku urazu mechanicznego, upośledzenia krążenia, bądź też przedostania się do skóry bakterii z wewnątrzustrojowych ognisk zakaźnych.

### Czynniki ryzyka
Choroba występuje głównie u osób starszych, noworodków i dzieci. Osoby z niedoborami immunologicznymi, cukrzycą, skórnymi owrzodzeniami, zakażeniami grzybiczymi, z upośledzonym drenażem limfatycznym (np. po mastektomii, operacjach na miednicy, wszczepianiu bajpasów) oraz alkoholicy mają zwiększone ryzyko wystąpienia róży.

## Objawy i przebieg
Zmiany skórne polegają na obrzęku i ostrym stanie zapalnym skóry i tkanki podskórnej, zawsze są wyraźnie odgraniczone od reszty skóry. Kształt ogniska jest nieregularny, skóra jest wygładzona, napięta, lśniąca, nadmiernie ocieplona i zaczerwieniona. W wyniku gromadzenia się płynu wysiękowego w warstwie brodawkowej może dojść do oddzielenia się naskórka i powstania pęcherzy (róża pęcherzowa, erysipelas bullosum). Rzadko dołączają się objawy krwotoczne (róża krwotoczna, erysipelas haemorrhagicum), a w ciężkich przypadkach może dojść do martwicy i zgorzeli (róża zgorzelinowa, erysipelas gangraenosum). Najczęstszym umiejscowieniem zmian jest twarz, a punktem wyjścia są błony śluzowe nosa i jamy ustnej. Również kończyny (głównie dolne) stanowią bardzo częstą lokalizację zmian. Mogą być zajęte tylko dłonie lub stopy, z oszczędzeniem innych okolic skóry. W dalszym stadium choroby zmiany skórne obecne są w skórze pośladków, szyi lub twarzy. Choroba często nawraca, ponieważ nie pozostawia uodpornienia. Może powodować poważne zaburzenia ogólnoustrojowe.
Początek choroby jest nagły. Wystąpieniu zmian na skórze towarzyszą dreszcze i wysoka gorączka (40–41 °C), róża może jednak przebiegać także bez tych objawów. Okoliczne węzły chłonne są powiększone i obrzęknięte.
Schorzenie daje objawy miejscowe w postaci swędzenia, wrażenia puchnięcia, pieczenia, a nawet bólu, pojawia się ogólne złe samopoczucie.
Zakażenie może szerzyć się drogami naczyń limfatycznych w postaci wypustek (róża pełzająca lub wędrująca, erysipelas migrans). Jednak może pojawiać się też w najbardziej odległych od siebie miejscach, np. na drugiej stopie albo dłoni.
Powikłaniem róży jest nierzadko zapalenie naczyń limfatycznych i żylnych. Doprowadza to zwykle do upośledzenia krążenia i większej podatności na ponowne zakażenie. Do innych powikłań należą ropowica (phlegmone) i słoniowacizna (elephantiasis). W przypadku powtarzających się zachorowań dotyczących tej samej okolicy mówimy o róży nawrotowej (łac. erysipelas recidivans).
Tak zwana róża nowotworowa (erysipelas carcinomatosum) jest odczynem zapalnym na szerzące się drogą chłonną przerzuty nowotworowe, różni się niewystępowaniem objawów ogólnych.
Do powikłań należą także: sepsy paciorkowcowe, zlepy rogówkowe, powikłania ropne, zapalenie zatoki jamistej.

## Leczenie
Większość chorych odpowiada na leczenie penicyliną. Dobrze działa amoksycylina (doskonałe własności farmakokinetyczne), w przypadku oporności bakterii stosuje się połączenie amoksycyliny z inhibitorem β-laktamaz (np. kwasem klawulanowym), poszerzającym zakres działania leku o zwalczanie bakterii produkujących β-laktamazy (np. preparat Augmentin, Forcid lub inny). Gdy najczęściej zalecana dawka 1000 mg co 12 godzin nie przyniesie efektów w ciągu dnia, przyjmuje się lek co 8 godzin. Ważne jest bowiem zahamowanie szybko posuwającego się obrzęku i spowodowanie jego cofnięcia.
Miejscowo są zalecane okłady z ichtiolu.
Zmiany ustępują bez pozostawienia blizn z wyjątkiem postaci zgorzelinowej.
Róża nawrotowa wymaga długiego (co najmniej miesięcznego, czasami 3-miesięcznego) leczenia antybiotykami.